# Ato
Ato, formalment Llet Ato, és una empresa catalana dedicada a l'explotació làctica. La seva producció és a Vidreres i els productes que comercialitza són llet, nata, mantega i beixamel.
Actualment la societat limitada Llet Ato és participada en un 60% per Natura Llet, una societat limitada participada per set grups ramaders catalans: SAT Sant Mer, de Vilademuls; Can Costa de Manol, de Lladó; Mas Guri, de Cassà de la Selva; Granja el Trèvol, de Vilobí d'Onyar; Can Bes, de Salitja; Mas la Coromina, de la Vall d'en Bas; i la Granja Sant Josep d'Almacelles. El 40% restant el té Corporación Alimentaria Peñasanta, empresa asturiana que posseeix marques com Central Lechera Asturiana i Larsa. El 9 d'octubre del 2012 el president de la Generalitat de Catalunya, Artur Mas va inaugurar la nova planta a Vidreres, que representa una inversió de 30 millions d'euros. Forma part d'un moviment informal d'empreses com també Aigua de Ribes que defensen la cultura i la llengua catalanes.